# 相場勤
相場 勤（あいば つとむ、1964年6月7日 - ）は、元社会人野球選手（外野手）。元慶應義塾大学野球部監督。

## 人物・来歴
栃木県足利市出身。群馬県立桐生高等学校から慶應義塾大学に進学。東京六大学野球リーグ戦では、シュアなバッティングで慶應の主軸として活躍。1985年秋季リーグでは鈴木哲、志村亮両投手の好投もあり、チーム13年ぶりとなる優勝を飾る。直後の明治神宮野球大会でも、1試合4盗塁の新記録を樹立し、決勝で西崎幸広を擁する愛知工大を降し、初優勝に貢献した。リーグ史上初の3打席連続本塁打の記録（同年春季リーグ、対立教2回戦）を持つ。同年の日米大学野球選手権大会日本代表に選出され、7試合で3本塁打10打点を記録し、敢闘賞を受賞。翌1986年にも同大会に出場、また第29回アマチュア野球世界選手権日本代表にも選出された。リーグ戦通算60試合に出場し221打数59安打、10本塁打、26打点、打率.267。ベストナイン2回（外野手）選出。
大学卒業後の1987年に東京ガスに入社。同年のベーブルース杯で優勝。慶應から同期入社の石井章夫捕手と共に、東京ガス硬式野球部の中心選手として長く活躍した。チームメートに片瀬清利、田辺学らがいた。
現役引退後は東京六大学野球審判員を経て、2005年から慶大野球部の第16代監督に就任した。東京ガスからの出向任期が切れる2009年秋季限りで退任し、現在は社業に専念している。